# 로라 마라노
로라 마라노(Laura Marano, 1995년 9월 29일 ~ )는 미국의 배우, 가수이다.

## 출연 작품
- 로열 트리트먼트 (2021)
- 워 위드 그랜파 (2020)
- 신데렐라의 크리스마스 (2019)
- 퍼펙트 데이트 (2019)
- 세이빙 조이 (2018)
- 레이디 버드 (2018)
- 앨빈과 슈퍼밴드: 악동 어드벤처 (2015)
- 트루 잭슨, VP (2008)
- 사라 실버맨 프로그램 (2007)
- 수퍼배드 (2007)
- 덱스터 시즌1 (2006)
- 아이스 에이지 2 (2006)
- 더 재킷 (2005)
- 위드아웃 어 트레이스 1 (2002)